# Bosbranden in Rusland 2010
Eind juli 2010 ontstonden in meerdere regio’s van Rusland enkele grote bosbranden. De branden bleven tot september 2010 branden daar blussen maar moeizaam verliep. Vooral het westen van Rusland is er sterk door getroffen. De branden zijn deels het gevolg van de zeer droge en hete zomer die Rusland in 2010 kende.
Op het hoogtepunt van de branden kondigde de Russische president Dmitry Medvedev in 7 regio’s de noodtoestand af vanwege de branden, en in nog eens 28 regio’s vanwege de dreigende mislukte oogsten door de droogte.

## Aanloop

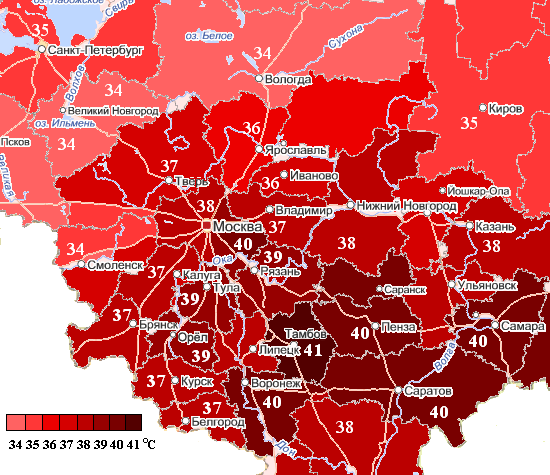
Temperaturen op 31 juli 2010.

In de zomer van 2010 beleefde Rusland zijn warmste zomer tot dan toe ooit gemeten. De hitte begon eind mei. Op 12 juni 2010 werden temperaturen tot 35 graden Celsius gemeten, terwijl de gemiddelde zomertemperatuur 30 graden is. In de tweede helft van juni werden in delen van de taiga temperaturen tot 40 graden Celsius gemeten. Op 25 juni werd in Belogorsk een temperatuur van 42.3 graden Celsius gemeten. In het Europese deel van Rusland lagen temperaturen gemiddeld 7 graden hoger dan normaal. Behalve warm was het in Rusland tevens erg droog.

Illustratief voor de zomerwarmte van 2010 is onderstaande tabel met hoogst bereikte maxima ooit. De vetgedrukte waarden zijn van 2010, de overige van enig ander jaar. Een aantal plaatsen in Europees Rusland scoorden in 2010 meer dan één maandrecord. Gebieden in midden-Siberië registreerden in 2010 overigens geen maximumrecord, in oost-Siberië weer wel.
| locatie       | juni | juli | aug. |
| ------------- | ---- | ---- | ---- |
| Smolensk      | 31,2 | 34,5 | 37,2 |
| St.Petersburg | 34,6 | 35,3 | 37,1 |
| Moskou        | 34,6 | 35,3 | 37,1 |
| Voronezj      | 38,9 | 40,1 | 40,5 |
| Kazan         | 37,5 | 38,9 | 39,0 |
| Irkoetsk      | 35,6 | 37,2 | 34,0 |
| Chabarovsk    | 36,4 | 35,7 | 35,6 |
| Oimjakon      | 31,1 | 34,6 | 32,9 |

## Verloop van de branden
Op 29 juli braken er turfbranden uit in de Oblast Nizjni Novgorod, Oblast Voronezj, Oblast Moskou, Oblast Rjazan en in Centraal- en West-Rusland. De branden verspreidden zich snel door de droogte. Op 31 juli maakte Sergej Sjojgoe, hoofd van de EMERCOM, melding van branden in 17 deelgebieden van Rusland. Volgens hem verspreidden de branden in Oblast Nizjni Novgorod zich met een snelheid van 100 meter per minuut.

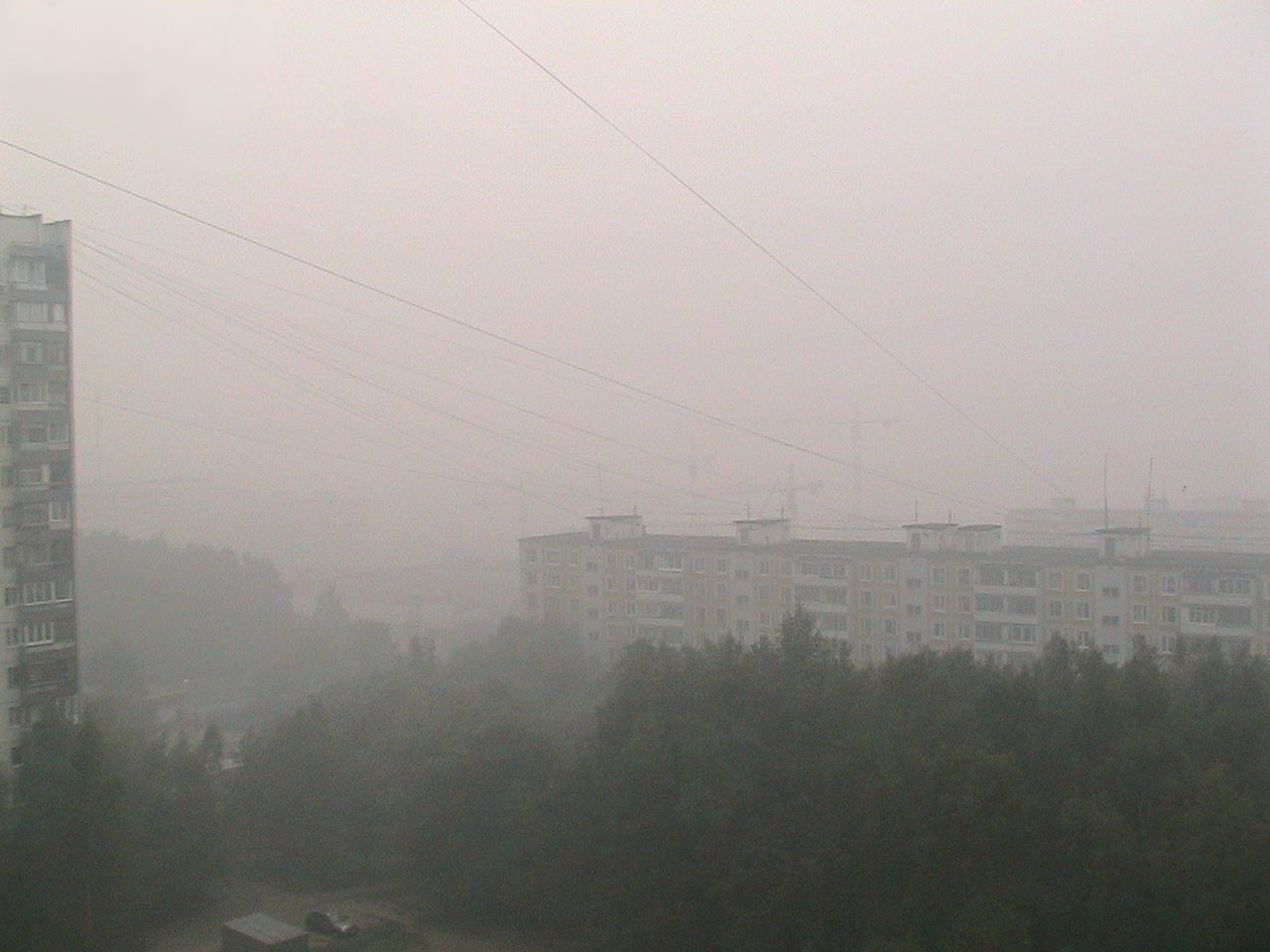
Rook in Moskou op 6 augustus.

Op 1 augustus besloegen de branden al een gebied van 1140 vierkante kilometer. Een dag later werd melding gemaakt van 7000 branden in een gebied van 5000 vierkante kilometer. Tevens werd gemeld dat de branden al aan 34 mensen het leven hadden gekost. De dichte rook van de branden trok naar Moskou, wat tot stankoverlast en verminderd zicht op de weg leidde.
Op 4 augustus keerde president Dmitry Medvedev vervroegd terug van vakantie voor een spoedvergadering met de nationale veiligheidsraad. Diezelfde dag ontsloeg hij twee marineofficieren omdat de branden marineapparatuur hadden verwoest. Volgens milieubewegingen en oppositiepartijen kwam de bestrijding van de branden maar langzaam op gang, vanwege een in 2006 afgekondigde wet die de verantwoordelijkheid van het bestrijden van bosbranden bij lokale brandweerkorpsen legde.
Op 6 augustus waren 162.000 mensen bezig met het bestrijden van het vuur. Medvedev liet onder andere het leger inzetten om de brandweer te steunen. De branden maakten dat de hoeveelheid koolstofdioxide in de lucht 3.6 hoger kwam te liggen dan maximaal toegestaan. De luchthavens Domodedovo en Vnoekovo konden door de rook in de stad maar 40 vliegtuigen per dag laten landen, en 20 laten opstijgen.
Op 10 augustus maakte Greenpeace Rusland bekend dat de branden zouden woeden in de radioactief besmette gebieden nabij Brjansk.
Op 11 augustus verbeterden de weersomstandigheden, waardoor de branden effectiever konden worden bestreden. Op 12 augustus werd het aantal branden van 612 teruggebracht naar 562. De lucht rond Moskou was op 12 augustus weer bijna zo helder als voorheen. Tevens viel er op 13 augustus voor het eerst in weken regen in Moskou.

## Hulp

### Internationale hulp
Rusland heeft voor het bestrijden van de branden hulp gekregen vanuit China, Servië, Italië, Oekraïne, Belarus, Armenië, Kazakhstan, Azerbaijan, Bulgarije, Polen, Litouwen, Iran, Estland, Oezbekistan, Venezuela, Frankrijk, Duitsland en Letland.
Veel landen sloten echter tijdelijk hun ambassades vanwege de branden, waaronder Oostenrijk, Canada, Duitsland, Polen en Noorwegen.

### Vrijwilligershulp

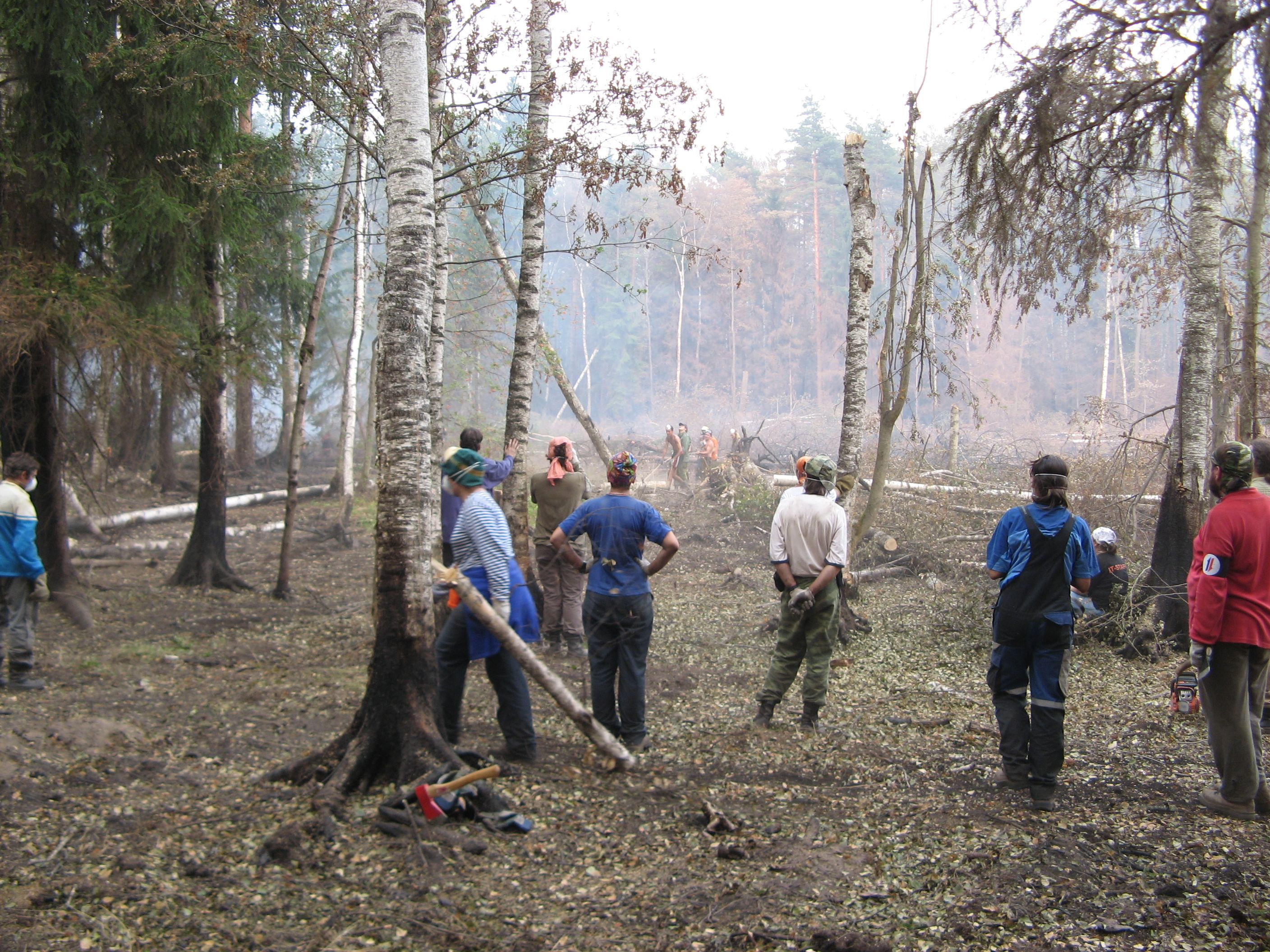
Vrijwilligers ruimen afgebrande bomen op in een bos bij Roshal.

Bij het bestrijden van de brand en het helpen van de slachtoffers wordt tevens een beroep gedaan op vrijwilligershulp. In sommige gevallen kan deze vrijwilligershulp sneller optreden dan professionele hulp. Vrijwilligers helpen onder andere bij het opruimen van afgebrande bomen, het vervoer van hulpmiddelen en materialen (zoals voedsel, waterpompen, kettingzagen en drinkwater). Vrijwilligershulp wordt onder andere gecoördineerd via LiveJournal-gemeenschappen.
Vrijwilligershulp is echter niet zonder gevaar. Op 29 juli 2010 stierf een vrijwilliger door brand in het district Lukhovitsy. Een tweede vrijwilliger stierf op 4 augustus door koolmonoxidevergiftiging. Een derde vrijwilliger kwam om bij een auto-ongeluk op 14 augustus.

## Gevolgen voor de volksgezondheid
In Moskou lag tijdens augustus het gemiddelde sterftecijfer onder de bevolking op 700 doden per dag; ongeveer twee keer zo hoog als normaal. De extra doden vielen onder andere door de hitte en de smog als gevolg van de branden. Veel van de mortuariums in de stad kregen tot 1300 doden te verwerken.
De branden hebben ook gebieden die radioactief zijn besmet door de Kernramp van Tsjernobyl getroffen, waaronder rond Brjansk. Dit bracht het risico met zich mee dat radioactief materiaal dat op was genomen door planten en aarde in de lucht zou worden verspreid. Volgens de Russische overheid is dit niet gebeurd, maar Greenpeace beweert van wel.
Het Franse Institut de radioprotection et de sûreté nucléaire voerde op 12 augustus zelf testen uit naar de risico’s van de branden in het gebied rond Brjansk. Volgens hen is er geen verhoogde kans op gezondheidsrisico’s.

## Galerij

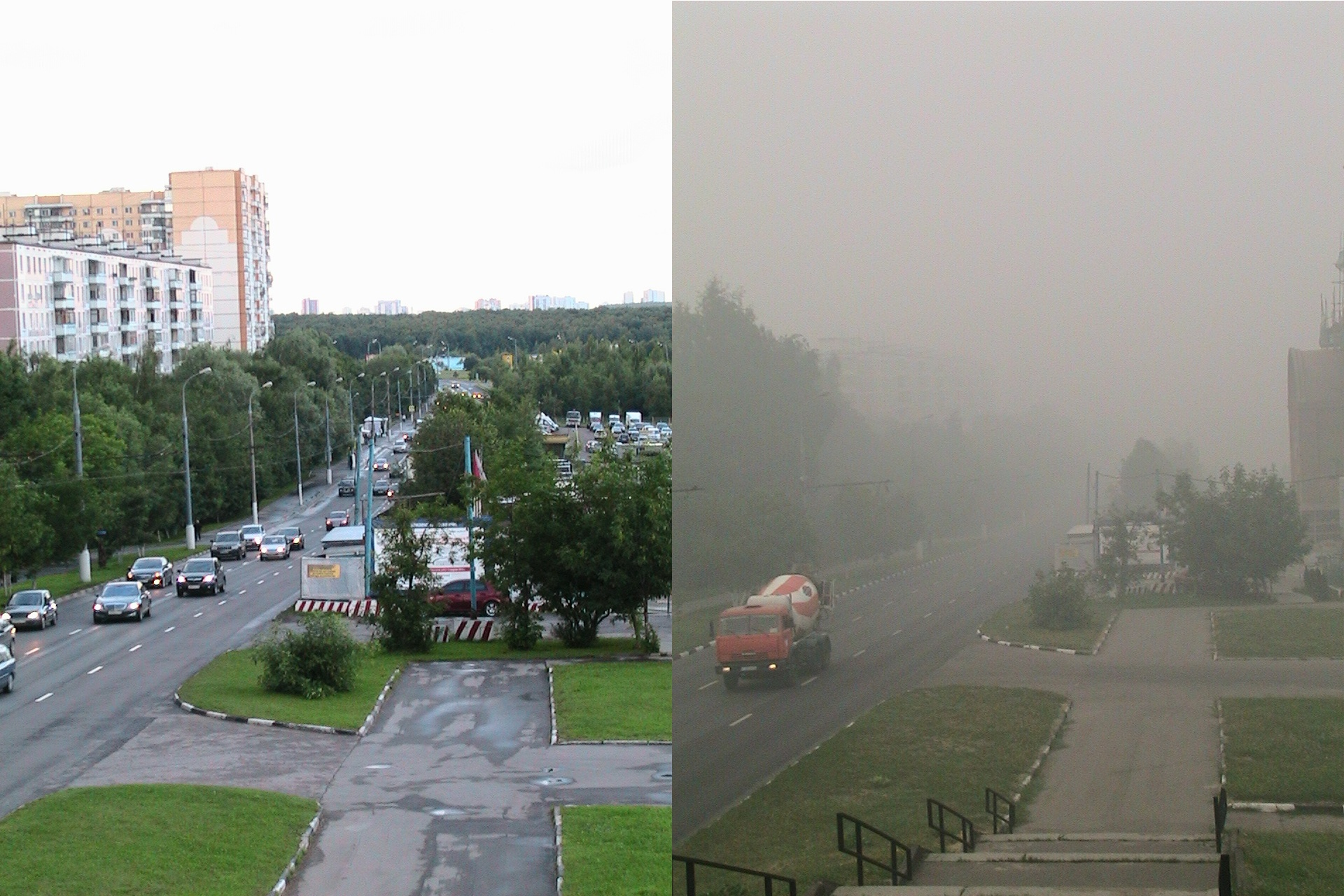
Moscow, Yasenevo, Aivazovskogo street. Links op 17 juni 2010 en rechts op 7 augustus 2010
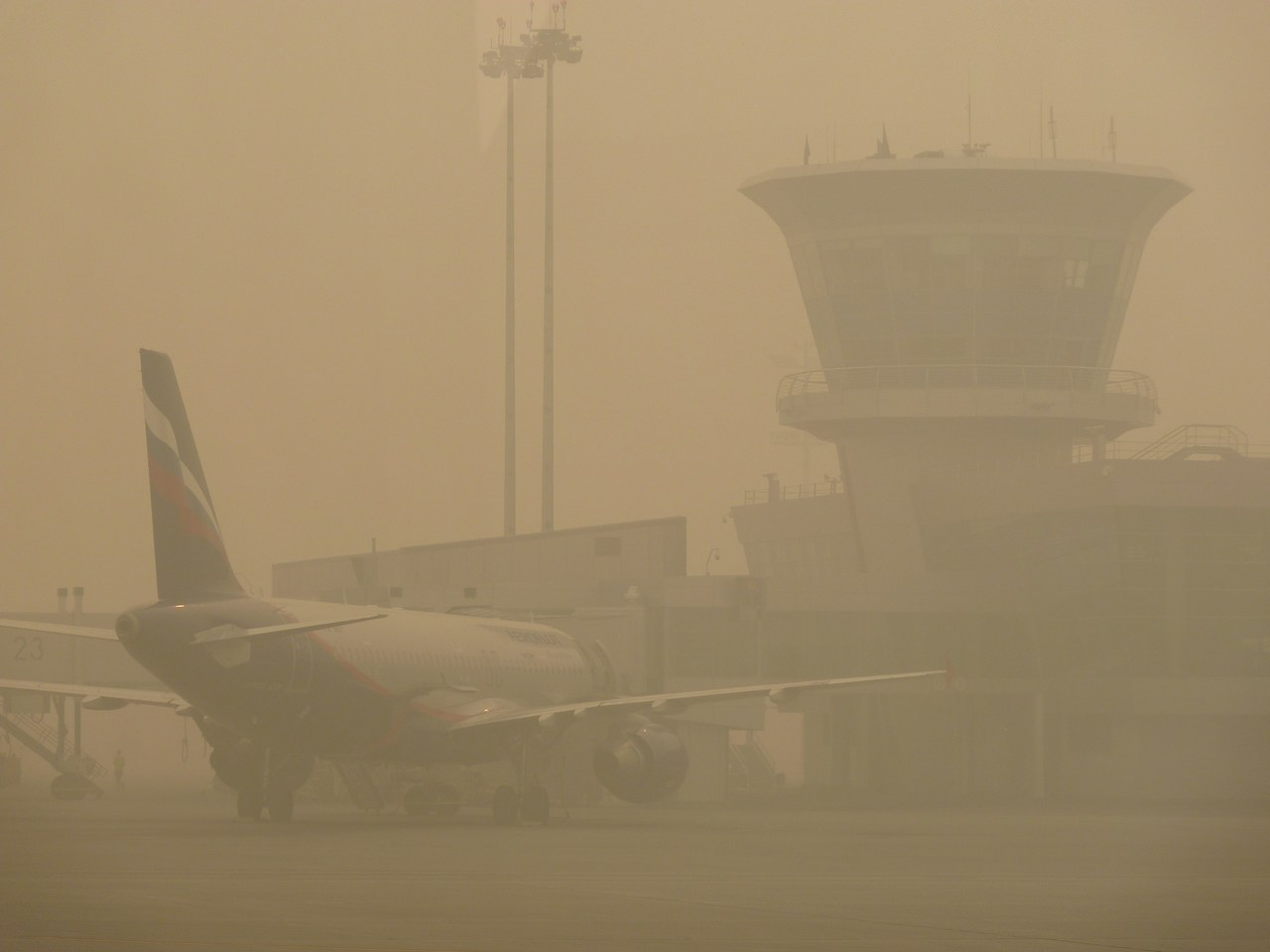
Rook in Sheremetyevo op 7 augustus 2010
Satellietbeelden van rook boven Rusland op 4 augustus 2010